# Meteorski roj
Meteorski roj (tudi meteorski dež) je nebesni pojav pri katerem se vidi večje število meteorjev, ki navidezno izvirajo iz ene točke. Točka iz katere izvirajo meteorji se imenuje radiant.
Meteorji so posledica delcev, ki vstopijo v atmosfero Zemlje z izredno veliko hitrostjo. Manjši delci zaradi trenja pri gibanju skozi zrak izparijo. Večji delci pa pustijo svetlo sled, ki hitro izgine. Sled nastane zaradi zastojnega tlaka, ki deluje na delec pri gibanju skozi zrak. Večina delcev tako razpade in nikoli ne dosežejo površine Zemlje. Kadar pa delec (ali njegov del) pade na površino Zemlje, ga imenujemo meteorit.
Merilo za aktivnost meteorskega roja je zenitna urna frekvenca (ZHR), ki meri število meteorjev, ki bi jih videl opazovalec na temnem in jasnem nebu, če bi bil radiant v nadglavišču.

## Izvor in nastanek meteorskih rojev
Meteorski roji imajo svoj izvor v delcih, ki jih za seboj pusti komet. Kometi so sestavljeni iz vodnega ledu in delcev kamnin. Ko pride komet v bližino Sonca prične led izhlapevati in s tem se sproščajo manjši delci. Vidimo jih kot kometov rep. Ti delci snovi imajo podobno sestavo in obliko kot meteoroidi. Na ta način se po celotni poti kometa razsujejo meteoroidi obliki meteoroidnega toka. Med kroženjem Zemlje okoli Sonca včasih Zemlja prečka ta meteoroidni tok in na Zemlji takrat opazimo meteorski roj. Meteoroidi z veliko hitrostjo vstopajo v atmosfero, zaradi velikega zastojnega tlaka, ki deluje nanje, se segrejejo in kažejo kot meteorji.
Irski astronom George Johnstone Stoney (1826-1911) in britanski astronom Arthur Matthew Weld Downing (1850-1917) ter od njiju neodvisno v Nemčiji Adolf Berberich so že leta 1890 prišli na zamisel, da so meteorski roji posledica meteoroidnega toka, ki nastane na poti kometa. Težnostna sila na te delce določa kje bo njihov tok sekal pot Zemlje. V letu 1985 je E. D. Kondratjeva in E. A. Reznikov z Univerze v Kazanu sta prva pravilno določila leto v katerem so nastali delci, ki so povzročili nekatere meteorske roje Leonidov. Peter Jenniskens je objavil predvidene meteorske roje za naslednjih 50 let
 
Po dolgem času se lahko oblika prašnih področij zelo spremeni. Eden izmed vplivov je v resonančnih tirnicah z Jupitrom ali katerim drugim planetom. Ker ima Jupiter ponavljajoč se vpliv, privlači delce tako, da bi ostali v vedno enakem relativnem položaju. To ustvarja nitasto strukturo.
Drugi vpliv je možno srečanje s planetom. Ko meteoroid leti mimo Zemlje, se lahko pospeši ali pa zavre. To povzroča vrzeli v prašnem področju, kar se pozna pri naslednjem srečanju s planetom.
Tretji vpliv je sevalni tlak, ki potiska manjše delce v tirnice dalje od Sonca. Večji delci pa ne čutijo sevalnega tlaka v tolikšni meri. To povzroči, da včasih nastanejo meteorski roji z bolj svetlimi meteorji, drugič pa z manj svetlimi. 

## Najbolj znani meteorski roji
V spodnji tabeli je navedenih nekaj najbolj znanih meteorskih rojev. Med njimi je običajno najlepše viden roj Perzeidov, ki je najmočnejši 12. avgusta vsako leto. Vsako minuto se v povprečju vidi po en utrinek. Najbolj razkošen pa je meteorski roj z imenom Leonidi 
Ta meteorski roj je najbolj veličasten vsakih 33 let. Takrat pride do prave "meteorske nevihte" v kateri se vidi stotine tisočev meteorjev na uro. Običajno pa se vidi nekaj meteorjev na uro, redkeje pa po eden vsakih 30 sekund. Zadnja izredno močna roja Leonidov sta bila leta 1933 in 1966 (roj leta 1966 ni bil izrazito močan). Kadar Leonidi niso posebno močni, so celo šibkejši od roja Perzeidov. 
| ime roja             | čas                      | vrh          | starševsko telo (matični komet)                                  |
| -------------------- | ------------------------ | ------------ | ---------------------------------------------------------------- |
| Kvadrantidi          | 1. – 5. januar           | 3. januar    | Asteroid 2003 EH1, po razpadu leta 1490.                         |
| Liridi               | 15. – 28.april           | 22.april     | Komet Thatcher                                                   |
| Pi Pupidi            | 15. – 28. april          | 23. april    | Komet 26P/Grigg-Skjellerup                                       |
| Eta Akvaridi         | 19. april – 28. maj      | 6. maj       | Halleyjev komet                                                  |
| Arietidi             | 22. maj – 2. julij       | 7. junij     | Supina kometov Marsden Kometi z majhnim perihelijem              |
| Junijski Bootidi     | 26. junij – 2. julij     | 27. junij    | Komet 7P/Pons-Winnecke                                           |
| Južni Delta Akvaridi | 12. julij – 9. avgust    | 28. julij    | Skupina kometov Kracht ali Machholz Kometi z majhnim perihelijem |
| Perzeidi             | 17. julij – 24. avgust   | 12. avgust   | Komet 109P/Swift-Tuttle                                          |
| Drakonidi            |                          |              | Komet 21P/Giacobini-Zinner                                       |
| Orionidi             | 2. oktober – 7. November | 21. oktober  | Halleyjev komet                                                  |
| Južni Tauridi        | 1. – 25. November        | 5. november  | Komet 2P/Encke in drugi                                          |
| Severni Tauridi      | 1. -25. November         | 12. november | Asteroid 2004 TG10 in drugi                                      |
| Leonidi              | 14. – 21. November       | 17. november | Komet 55P/Tempel-Tuttle                                          |
| Geminidi             | 7. – 17. December        | 14. december | Asteroid 3200 Phaethon                                           |
| Ursidi               | 17. – 26. December       | 22. december | Komet 8P/Tuttle                                                  |

## Zunajzemeljski meteorski roji
Vsako nebesno telo s primerno atmosfero lahko ima meteorske roje. Na Marsu so že opazili meteorske roje , ki pa niso enaki kot na Zemlji. Mars kroži po drugi tirnici in seveda seka poti kometov na drugih mestih kot Zemlja. Panoramska kamera na robotskem vozilu Spirit je 7. marca 2004 posnela svetlobno črto za katero domnevajo, da je meteor iz meteorskega roja, ki je povezan s kometom 114/PWiseman-Skiff. Drugi meteorski roj, ki ga pričakujejo so »Lambda Geminidi«, ki so povezani z zemeljskim rojem Eta Akvaridi oba pa sta povezana s kometom 1P/Halley. Drugi meteorski roj bi bil "Beta Canic Major", ki je povezan s kometom 13P/Olbers. Meteorski roj »Drakonidi« pa je povezan s kometom 5335 Damoklej 